# Adam Karabec
Adam Karabec (República Checa, 2 de julio de 2003) es un futbolista checo que juega de centrocampista en el Olympique de Lyon de la Ligue 1.

## Selección nacional
Es internacional en categorías inferiores con la República Checa.

## Estadísticas
Actualizado al último partido disputado el 18 de mayo de 2025.
| Club                                     | Div.          | Temporada     | Liga  | Liga  | Copas nacionales | Copas nacionales | Copas internacionales | Copas internacionales | Total | Total |
| Club                                     | Div.          | Temporada     | Part. | Goles | Part.            | Goles            | Part.                 | Goles                 | Part. | Goles |
| ---------------------------------------- | ------------- | ------------- | ----- | ----- | ---------------- | ---------------- | --------------------- | --------------------- | ----- | ----- |
| A. C. Sparta Praga · República Checa     | 1.ª           | 2019-20       | 10    | 1     | 0                | 0                | ―                     | ―                     | 10    | 1     |
| A. C. Sparta Praga · República Checa     | 1.ª           | 2020-21       | 23    | 3     | 3                | 0                | 5                     | 0                     | 31    | 3     |
| A. C. Sparta Praga · República Checa     | 1.ª           | 2021-22       | 30    | 2     | 4                | 0                | 8                     | 0                     | 42    | 2     |
| A. C. Sparta Praga · República Checa     | 1.ª           | 2022-23       | 23    | 2     | 3                | 0                | 2                     | 0                     | 28    | 2     |
| A. C. Sparta Praga "B" · República Checa | 2.ª           | 2022-23       | 5     | 0     | ―                | ―                | ―                     | ―                     | 5     | 0     |
| A. C. Sparta Praga "B" · República Checa | Total club    | Total club    | 5     | 0     | 0                | 0                | 0                     | 0                     | 5     | 0     |
| A. C. Sparta Praga · República Checa     | 1.ª           | 2023-24       | 21    | 4     | 2                | 1                | 7                     | 0                     | 30    | 5     |
| A. C. Sparta Praga · República Checa     | Total club    | Total club    | 107   | 12    | 12               | 1                | 22                    | 0                     | 141   | 13    |
| Hamburgo S. V. · Alemania                | 2.ª           | 2024-25       | 31    | 3     | 2                | 0                | ―                     | ―                     | 33    | 3     |
| Hamburgo S. V. · Alemania                | Total club    | Total club    | 31    | 3     | 2                | 0                | 0                     | 0                     | 33    | 3     |
| Olympique de Lyon Francia                | 1.ª           | 2025-26       | 0     | 0     | 0                | 0                | 0                     | 0                     | 0     | 0     |
| Olympique de Lyon Francia                | Total club    | Total club    | 0     | 0     | 0                | 0                | 0                     | 0                     | 0     | 0     |
| Total carrera                            | Total carrera | Total carrera | 143   | 15    | 14               | 1                | 22                    | 0                     | 179   | 16    |
| 1. 2.                                    |               |               |       |       |                  |                  |                       |                       |       |       |

## Palmarés

### Títulos nacionales
| Título                               | Club               | País            | Año     |
| ------------------------------------ | ------------------ | --------------- | ------- |
| Copa de la República Checa           | A. C. Sparta Praga | República Checa | 2019-20 |
| Liga de Fútbol de la República Checa | A. C. Sparta Praga | República Checa | 2022-23 |
| Liga de Fútbol de la República Checa | A. C. Sparta Praga | República Checa | 2023-24 |
| Copa de la República Checa           | A. C. Sparta Praga | República Checa | 2023-24 |